# Aneuidellana demophostyla
Aneuidellana demophostyla är en insektsart som beskrevs av Asche 1988. Aneuidellana demophostyla ingår i släktet Aneuidellana och familjen sporrstritar. Inga underarter finns listade i Catalogue of Life.